# Toxicodryas vexator
Toxicodryas vexator is een slang die behoort tot de familie toornslangachtigen (Colubridae). De soort komt voor in de Democratische Republiek Congo, in onder andere het Nationaal park Kahuzi-Biéga. 
De soort werd voor het eerst beschreven door wetenschappers in 2021. De slang is meer dan een meter lang en is glanzend zwart met een gele buik. Volwassen vrouwtjes zijn lichtbruin, grijs of geelbruin met lichtbruine of crèmekleurige dwarsstrepen op de flanken, met geelbruine buik.
De soortnaam vexator betekent "belager" of "verstoorder" en is aan de slang gegeven vanwege het feit dat hij zijn prooi aanvalt wanneer die ligt te slapen en vanwege zijn agressiviteit wanneer de slang verstoord wordt.